# Leonel Pereira de Alencar Neto
Leonel Pereira de Alencar Neto (Fortaleza, 24 de janeiro de 1951) é um ex-jogador brasileiro de futebol de salão, que atuava na posição de ala. Ele fez parte da Seleção Brasileira de Futebol de Salão que conquistou o primeiro título mundial em 1982.